# Lista de episódios de Ó Paí, Ó

## 1ª temporada: 2008
| # | Título do episódio | Direção                     | Roteiro                | Data de Exibição |
| --- | ------------------ | --------------------------- | ---------------------- | ---------------- |
| "Mercado Branco" | Mauro Lima         | Guel Arraes e Jorge Furtado | 31 de Outubro de 2008  |                  |
| O bar mais frequentado do Pelourinho, em Salvador, é gerenciado por Neusão (Tânia Toko), uma baiana arretada e divertida que vende fiado para seus clientes e amigos das redondezas. Com uma lista enorme de contas penduradas, ela não consegue fechar o caixa do mês e ainda tem que saldar um empréstimo que fez em uma financeira. Para piorar, Queixão (Matheus Nachtergaele) resolveu vender bebidas no isopor na frente de seu estabelecimento, e como mercado informal não paga imposto, ele está vendendo com preços menores e roubando a clientela de Neusão. Desolada, a proprietária se queixa com Roque (Lázaro Ramos) do mercado negro, e ele rapidamente explica que quem está faturando alto é Queixão e que esse mercado, na verdade, é branco. Inspirado nas falcatruas de Queixão, Roque compõe a canção "Mercado Branco", que tem tudo para fazer sucesso nas rádios da cidade. O taxista Reginaldo (Érico Brás) prontamente se candidata para ser empresário do amigo e Queixão, que não perde uma chance em que pode se beneficiar, oferece o estúdio de seu primo Arlindo Wallace (Gilberto Lima) para a gravação do CD. Porém, o cantor não imagina que seu trabalho cairá nas mãos dos camelôs da cidade antes mesmo de ser lançado. E adivinha quem está por trás da pirataria? Queixão. A vida dos moradores do cortiço de Dona Joana (Luciana Souza) também não anda nada fácil. A proprietária sequer contribuiu com a corrente de evangelização da igreja e o Pastor (Lázaro Machado) foi cobrá-la em sua casa. Para saldar a dívida, cobra de Yolanda (Lyu Arison) a parte pendente de seu aluguel. Pressionado por Yolanda, Reginaldo pede dinheiro emprestado Maria (Valdinéia Soriano) e ela, a Baiana (Rejane Maia), que está devendo um dinheirinho para a amiga. |                    |                             |                        |                  |
| "Mãe e Quenga" | Monique Gardenberg | Guel Arraes e Jorge Furtado | 7 de Novembro de 2008  |                  |
| Reginaldo (Érico Brás) está muito ocupado com uma cliente que perdeu sua chave entre as pedras da praia de Ondina, em Salvador, e não consegue evitar que seu táxi seja rebocado. Já prevendo a discussão com a esposa, o taxista chega em casa de mansinho para não acordá-la, mas ela o espera com uma surpresa. Maria (Valdinéia Soriano) está quase convencida das desculpas do marido, quando Queixão (Matheus Nachtergaele) começa a gritar em frente ao cortiço que o táxi foi rebocado, atrapalhando o entendimento do casal. Decepcionada, Maria vai embora de casa, deixando o marido exatamente quando está prestes a dar à luz. Com a ajuda de Paulo (Ricardo Bittencourt), Queixão consegue o seu carro de volta. Como agradecimento, terá que marcar um encontro do amigo com Dandara (Aline Nepomuceno), que não tira os olhos de Roque (Lázaro Ramos). O cantor também está de olho no rebolado da morena e sofrerá bastante para tê-la em seus braços. |                    |                             |                        |                  |
| "Negócio Torto" | Olívia Guimarães   | Guel Arraes e Jorge Furtado | 14 de Novembro de 2008 |                  |
| A recuperação do Centro Histórico de Salvador, que começou no Pelourinho, continuará com a reforma dos casarões localizados em seus arredores. O engenheiro contratado para fazer o orçamento de uma pousada avisa que, a princípio, a construção será no cortiço de Dona Joana (Luciana Souza), que está na área delimitada no projeto de reurbanização. Preocupados, os inquilinos procuram a proprietária para convencê-la a não vender o imóvel e, em troca, prometem pagar os aluguéis em dia. Aproveitando o desespero dos moradores, ela escreve os dez mandamentos do prédio, que devem ser respeitados por todos. Entre eles, consta que ninguém pode entrar no prédio depois das dez da noite. Maria (Valdinéia Soriano) adora a novidade e acredita que a norma pode ser a solução para os constantes atrasos do marido Reginaldo (Érico Brás). Na iminência de serem despejados, os moradores ainda se sensibilizam com a história de Negócio Torto (Cristóvão da Silva), que veio do interior para tentar a vida na cidade e acabou como mendigo. Seu Gerônimo (Stênio Garcia), porém, defende que o desabrigado deve sair do local para preservar a imagem do bairro e garantir seu faturamento com os turistas que visitam a região. Roque (Lázaro Ramos), por sua vez, protesta quanto ao posicionamento radical do comerciante e deixa claro que o amigo faz parte da realidade do país. Para surpresa de todos, os moradores recebem uma carta de despejo, pois o imóvel foi vendido. Porém, Dona Joana não fez o negócio, nem assinou papel algum. Agora, resta saber quem é o responsável por tamanha confusão. |                    |                             |                        |                  |
| "Fiéis e Fanáticos" | Monique Gardenberg | Guel Arraes e Jorge Furtado | 21 de Novembro de 2008 |                  |
| Maria (Valdinéia Soriano) descobre, por meio de Mãe Raimunda (Cássia Valle), que o orixá de Michelângelo é Exu e, devido ao preconceito ligado a ele, ela prefere consagrá-lo a Ogum. Para isso, ela deve homenagear o santo de alguma forma e, após sonhar com seu filho envolto em vermelho e preto, ela decide vesti-lo com essas cores no batizado. Ao saber da promessa, Reginaldo (Érico Brás) se desespera, pois prometeu ao avô que seu filho seria torcedor do Bahia e, portanto, não pode vestir as cores do Vitória, que são justamente o vermelho e o preto. Porém, se depender de Neusão (Tânia Toko), seu afilhado será sim um torcedor fanático do Vitória. O campeonato está chegando e Neusão e Reginaldo fazem suas promessas para ajudar a garantir a vitória de seus respectivos times. Reginaldo desconfia que a comerciante optou por não beber e, diante disso, tenta fazê-la ter uma recaída para que seu time perca. Ela, por sua vez, percebe que o taxista sedutor está se privando de flertes e acredita ser este o seu sacrifício pelo Bahia. Para induzi-lo a romper com a promessa, Neusão apresenta Magda (Preta Gil) a Reginaldo, que tenta resistir ao charme da morena. No dia do jogo, todos se reúnem no bar de Neusão, inclusive Magda, que não desistirá do taxista até os 45 minutos do segundo tempo. |                    |                             |                        |                  |
| "Brega" | Mauro Lima         | Guel Arraes e Jorge Furtado | 28 de Novembro de 2008 |                  |
| O cortiço está sem luz e, para consertar o disjuntor, Dona Joana (Luciana Souza) avisa que são R$ 250 por família. Como ninguém tem dinheiro para arcar com a despesa, a saída pode estar nas mãos de Reginaldo (Érico Brás). O taxista conheceu uma produtora que está na cidade para fazer um documentário sobre bregas para um veículo estrangeiro. Hipólita (Virgínia Cavendsh) procura por um casarão colonial com janelas abertas e movimentos na calçada, algo tipicamente baiano, e pronuncia as palavras mágicas: “dinheiro não é problema”. Dito isso, Reginaldo marca com a jovem e corre para produzir o brega mais incrível que o Pelourinho já viu. Reunidos no bar de Neusão (Tânia Toko), os moradores do cortiço discutem as vantagens e desvantagens de transformarem suas casas em um prostíbulo. Baiana (Rejane Maia) é a primeira a se opor, argumentando que passou a vida inteira lutando para ser respeitada para agora se expor ao ridículo. Roque (Lázaro Ramos), porém, consegue convencer os vizinhos, argumentando que se os gringos pensam que podem retratar o Brasil sem conhecê-lo de verdade, esta é a hora de mostrar que eles não sabem de nada mesmo. Para despistarem Dona Joana, eles contam com a ajuda de Cosme (Vinícius Nascimeto) e Damião (Felipe Fernandes), que farão o possível para manterem a mãe no culto evangélico. E, para que todos saibam como se comportam as profissionais de um brega, Reginaldo contrata uma professora (Suzana Pires) para ensiná-los. Tomadas todas as providências necessárias, só resta contar com a sorte para que nem Hipólita, nem Dona Joana, desconfiem da mentira. |                    |                             |                        |                  |
| "Virado do Avesso" | Carolina Jabor     | Guel Arraes e Jorge Furtado | 5 de Dezembro de 2008  |                  |
| Em um show no bar de Neusão (Tânia Toko), Roque (Lázaro Ramos) se despede dos amigos e agradece pelo apoio que o ajudou a alcançar o sucesso. Convidado por uma produtora para fazer uma turnê de três meses e, acreditando ser essa a grande chance de sua vida, Roque também dá adeus a Dandara (Aline Nepomuceno), propondo um relacionamento aberto e deixando para a morena o apartamento em que moravam juntos. Porém, a secretária que ligou para o cantor fez uma grande confusão: era para ligar para “o cantor de rock” e não, “o cantor Roque”. Decepcionado, o baiano volta para casa e pede refúgio a Dandara, que se diverte com a situação. Envergonhado, Roque se esconde em própria sua casa para que todos pensem que ele está viajando pelo Brasil. Enquanto isso, Dandara ensaia um show com Bi-Negão (Márcio Vitor), provocando o ciúme do namorado. Neusão convida Yolanda (Lyu Arisson) para trabalhar em seu bar temporariamente. Analisados os prós e contras do emprego, eles resolvem se casar, já que cônjuge não é empregado e, por isso, as despesas seriam menores. A cerimônia acontece no bar mais famoso do Pelourinho, com direito a chuva de arroz e uma produção impecável. O casal planeja morar junto e adotar uma criança. Empolgada, Neusão liga para o amigo Roque para contar a novidade e ele diz que está no meio de um show, mas deseja felicidades para o casal. Revoltada com o cinismo de Roque, Dandara avisa que vai desfilar com Bi-Negão pela cidade, para que ninguém pense que ela está sozinha, enquanto seu namorado viaja. |                    |                             |                        |                  |

## 2ª temporada: 2009
| # | Título do episódio | Direção                     | Roteiro                | Data de Exibição |
| --- | ------------------ | --------------------------- | ---------------------- | ---------------- |
| "Quero Ver a Bahia Tremer" | Monique Gardenberg | Guel Arraes e Jorge Furtado | 13 de Novembro de 2009 |                  |
| Roque ( Lázaro Ramos ) está inscrito em um famoso festival de música e precisa ensaiar com a banda no cortiço para garantir o sucesso da apresentação. Enquanto treinam a canção, o prédio treme, deixando os moradores em pânico diante de um possível desabamento. Sem terem para onde ir, todos buscam abrigo no bar de Neuzão (Tânia Toko), que não gosta nada de ver o seu estabelecimento servindo de moradia para os habitantes do cortiço. Para garantir a sua segurança e a de seus vizinhos, Roque chama um fiscal da prefeitura (Luis Miranda) para inspecionar o local. Porém, nem todos concordam com a ideia porque acreditam que o prédio possa ser interditado. Para evitar que todos fiquem desabrigados, Reginaldo (Érico Brás) convence Neuzão a receber o fiscal em seu bar ao invés de ir para o cortiço. A comerciante aceita a contragosto e acaba levando um prejuízo ao encobrir a precariedade do prédio. Enquanto isso, Queixão (Matheus Nachtergaele), que está namorando Dona Joana (Luciana Souza), muda o seu nome para Moises e funda o Templo do Tremor Divino no cortiço. Desconfiado das atitudes de Queixão, Roque faz o possível para provar para Dona Joana que ele está sendo desonesto. O festival de música é exibido na televisão e todos se reúnem para torcer para Roque. O cantor inventou um ritmo novo chamado “bossa axé” e tem grandes chances de ganhar o prêmio.                                         |                    |                             |                        |                  |
| "A Outra" | Monique Gardenberg | Guel Arraes e Jorge Furtado | 20 de Novembro de 2009 |                  |
| Salvador será o cenário para a gravação de um longa metragem e Dandara está participando dos testes para o papel principal. Roque está torcendo pela namorada, mas sabe que a vaga será muito disputada. Reginaldo conhece outra candidata em potencial para o papel: Keila, uma baiana fogosa sósia de Deborah Secco que sonha em ser famosa. O taxista está convencido que a jovem é, na verdade, a própria atriz disfarçada e tenta convencê-la a dizer a verdade para ele. Porém, Keila fica irritada com as comparações, deixando Reginaldo confuso e enfeitiçado por suas curvas. Ele está disposto a transformá-la em uma estrela e os dois se aproveitam da semelhança de Keila com uma pessoa conhecida para procurar fama nas páginas de jornais e revistas. Queixão reencontra Marlene, com quem já tivera um caso, e explica que ele se transformou em Moises. Ela, porém, não acredita na fé do namorado de Dona Joana e faz o possível para ficar com ele. A dona do cortiço surpreende os dois em atitude suspeita e sente ciúmes de Queixão. Para salvar o namoro, Dona Joana recorre a ajuda de amigas como Mãe Raimunda , que consulta os búzios para desvendar o futuro do casal. Enquanto isso, a própria Deborah Secco chega na cidade para participar da seleção para o filme. Sua presença desconcerta Reginaldo, que não consegue distingui-la de Keila.                                                                            |                    |                             |                        |                  |
| "Preto no Branco" | Monique Gardenberg | Guel Arraes e Jorge Furtado | 27 de Novembro de 2009 |                  |
| Roque e Dandara assistem ao show de Carlinhos Brown quando a jovem pede para o namorado comprar uma bebida para ela. No caminho, o cantor se distrai ao ver uma linda mulher entrando no trio elétrico. Roque já conhece Patrícia de outras datas e a loura o convida para subir e cantar no trio elétrico ao lado de Carlinhos. Empolgado, Roque aproveita para fazer uma homenagem a Michel Jackson com a canção "Black or White" e é aplaudido por todos, exceto Dandara, que não gostou de ter sido esquecida na pista de dança e vai embora sozinha. Atraída pelo charme e talento do baiano, Patrícia, que é uma empresária, quer transformá-lo em um astro e o deixa deslumbrado com promessas para alavancar sua carreira. Como este sempre foi o desejo de Roque, o cantor fica dividido entre a fama e suas raízes e acaba decepcionando alguns amigos. Os moradores do cortiço combinam de participar do concurso de trio elétrico de Kombi com o Bloco do Bando, porém Roque abandona o grupo no dia do desfile para ir a uma reunião com uma gravadora. Sem ele, o bloco não tem cantor e pode não ganhar a disputa. Enquanto isso, Yolanda tenta convencer Neuzão a realizarem juntas o sonho de ter um filho. A comerciante é apaixonada por crianças e adora quando Maria e Reginaldo deixam seu afilhado no bar para ela tomar conta. Porém, ainda não consegue se imaginar grávida e Yolanda vai se esforçar para fazê-la mudar de ideia. |                    |                             |                        |                  |
| "A Cara do Pai" | Monique Gardenberg | Guel Arraes e Jorge Furtado | 4 de Dezembro de 2009  |                  |
| No último episódio da segunda temporada de ‘Ó Paí, Ó’, Dandara terá um filho e Roque se alegra com a ideia de ser pai. Neuzão e Yolanda também estão prestes a realizar o sonho de construir uma família e se divertem discutindo os tradicionais papéis de pai e mãe. Não é fácil para a comerciante se imaginar grávida, mas ela confia que o plano de Yolanda dará certo. Enquanto isso, Reginaldo pega carona no espírito maternal que invade o Pelourinho e leva para casa um sobrinho com a sua aparência, o que faz com que Maria e todos os vizinhos desconfiem da paternidade da criança. Alheio ao clima do local, Queixão desiste do Templo do Tremor Divino, pois o cortiço pode desabar a qualquer momento. O vilão tenta dar mais um golpe em Dona Joana e a convence a vender o prédio para se desfazer dos bens materiais e viajar pelo mundo. Apaixonada, a dona do cortiço acredita nas palavras do namorado e vai embora com ele. No meio do caminho, porém, Queixão deixa Dona Joana sozinha e encontra um homem mais esperto que ele. No Pelourinho, o que todos esperavam acontece: o cortiço desaba devido à precariedade de sua construção. Seus antigos moradores buscam alternativas para sobreviverem, mas há um boato que um condomínio pode ser construído no local para a alegria de todos. |                    |                             |                        |                  |